# Elezioni generali in Ghana del 2008
Le elezioni generali in Ghana del 2008 si tennero il 7 dicembre (primo turno) e il 28 dicembre (secondo turno) per l'elezione del Presidente e il rinnovo del Parlamento.

## Risultati

### Elezioni presidenziali
| Candidati            | Partiti                              | I turno   | I turno | II turno  | II turno |
| Candidati            | Partiti                              | Voti      | %       | Voti      | %        |
| -------------------- | ------------------------------------ | --------- | ------- | --------- | -------- |
| John Atta Mills      | Congresso Democratico Nazionale      | 4 056 634 | 47,92   | 4 521 032 | 50,23    |
| Nana Akufo-Addo      | Nuovo Partito Patriottico            | 4 159 439 | 49,13   | 4 480 446 | 49,77    |
| Paa Kwesi Nduom      | Partito della Convenzione del Popolo | 113 494   | 1,34    |           |          |
| Edward Mahama        | Convenzione Nazionale del Popolo     | 73 494    | 0,87    |           |          |
| Emmanuel Ansah-Antwi | Partito Democratico della Libertà    | 27 889    | 0,33    |           |          |
| Kwasi Amoafo-Yeboah  | Indipendente                         | 19 342    | 0,23    |           |          |
| Thomas Ward-Brew     | Partito Popolare Democratico         | 8 653     | 0,10    |           |          |
| Kwabena Adjei        | Partito Patriottico Riformato        | 6 889     | 0,08    |           |          |
| Totale               | Totale                               | 8 465 834 | 100     | 9 001 478 | 100      |

### Elezioni parlamentari

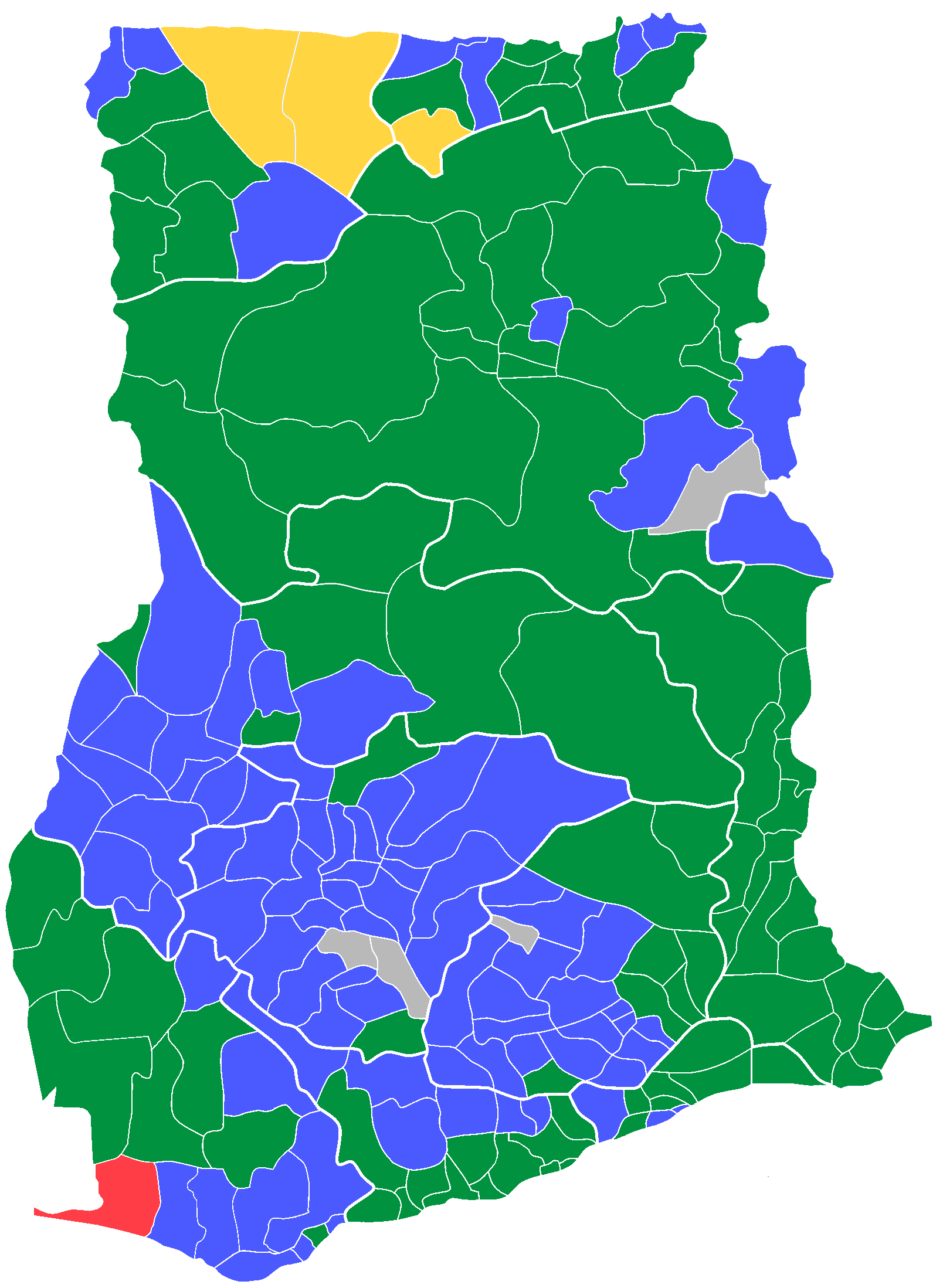
Elezioni parlamentari

| Liste                                | Voti      | %     | Seggi |
| ------------------------------------ | --------- | ----- | ----- |
| Nuovo Partito Patriottico            | 4 013 013 | 45,83 | 107   |
| Congresso Democratico Nazionale      | 3 776 917 | 43,14 | 116   |
| Partito della Convenzione del Popolo | 252 266   | 2,88  | 1     |
| Convenzione Nazionale del Popolo     | 117 732   | 1,34  | 2     |
| Altri                                | 390 050   | 4,45  | 4     |
| Totale                               | 8 755 416 | 100   | 230   |